# Рапідограф

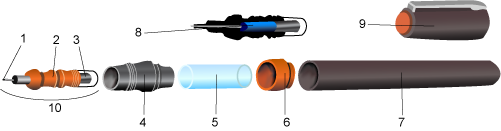
1 — наконечник пера і голка
2 — повітряний канал
3 — обважнювач
4 — корпус
5 — патрон для туші
6 — затиск
7 — ручка
8 — перо в розрізі: обважнювач і голка
9 — ковпачок
10 — перо

Рапідограф (капілярна ручка) — інструмент для виконання точних креслярських робіт. Складається з трубки, клапана з голкою і балончика для туші.

## Конструкція
Рапідограф складається з наконечника — порожнистого пера, всередині якого знаходиться голка з обважнювачем, і пластикового корпусу з патроном для чорнила. Під дією обважнювача голка під час креслення ходить вгору — вниз. Кінчик голки має округлу форму, що дає можливість проводити лінії в будь-яких напрямках. На відміну від перових ручок, наконечник рапідографа дає лінію однієї товщини. Пера виготовляють зі сталі. Товщина наконечника варіюється від 0,1 до 2,5 мм. Різна товщина лінії позначається на корпусі за допомогою кольорового маркування або безпосередньо написом у міліметрах.